# Fender Telecaster
Fender Telecaster — електрогітара з суцільним корпусом і двома звукознімачами. Її проста, але ефективна конструкція і революційне звучання задали нові напрямки у виробленні електрогітар і популярній музиці. Представлена для поширення, як Broadcaster, восени 1949 р., це була перша гітара такого типу, яка вироблялась в значних масштабах. Початок її комерційного виробництва може бути віднесено до 1950 р., коли моделі Fender Esquire з'явилися у продажі. З цього часу і до сьогодні не припиняється вироблення Telecaster в тій, чи іншій формі, що робить її одною з основних у світі електрогітар з суцільним корпусом.

## Історія
Fender Telecaster була розроблена Лео Фендером у 1940-х роках. Різні моделі гітар із суцільним корпусом були незалежно створені кількома майстрами і компаніями в період з 1932 по 1949 р., але ні одна з них не вплинула на ринок. Telecaster Лео Фендера нарешті зробив електрогітару з суцільним корпусом конкурентоспроможною. Одним з перших музикантів, які використовували Telecaster (у цей час називався Broadcaster) був Артур Сміт, який записав з його допомогою «Guitar Boogie» у 1947 р.
Лео Фендер був власником майстерні ремонту електроніки, де він спочатку ремонтував, а потім й розробляв підсилювачі і електромагнітні звукознімачі для музикантів — головним чином, для виконавців, які грали на напівакустичних гітарах, електричних гавайських гітарах і мандолінах. Виконавці переходили на електричні інструменти в пошуках більш гучного звуку з другої половини 1920-х років, і електричні напівакустичні гітари, такі як  Gibson ES-150) були широко поширені в той час. До того часу тон ніколи не був головною причиною для переходу гітариста на електроінструмент, але в 1943 р, коли Фендер і його партнер, Док Кауффман, виготовили гітару з грубого дерева для випробування звукознімача, місцеві музиканти стали просити позичити їм її для виступів. Її звучання було дуже яскравим. Фендер зацікавився, і в 1949 році, коли вже було зрозуміло, що конструкція із суцільним корпусом відкриває величезні можливості у виготовленні електричних музичних інструментів, але до того як  іспанські гітари подібного роду отримали комерційне поширення (невелика компанія Audiovox вже намагалася запропонувати електрогітару із суцільним корпусом в середині 30-х років), він створив покращену модель.
Цей виготовлений вручну прототип мав багато особливостей, які згодом стали відмінними рисами Fender Telecaster. Він був виготовлений в дусі гавайських електрогітар, що виготовляються фірмою Rickenbacker - невеликі, прості блоки з  бакеліту і алюмінію з частинами, скріпленими болтами - але конструкція була дерев'яна (Rickenbacker, в той час Rickenbacher, запропонував іспанську електрогітару з корпусом з бакеліту в 1935 р, і багато її деталі отримали відображення в моделі Лео Фендера).
Перша фабрична модель з'явилася в 1950 р. і називалася Esquire. Менше 50 гітар були спочатку вироблені під цією маркою, і більшість з них довелося замінити по гарантії через виробничі проблеми, що виникли на початкових етапах. Зокрема,  грифи не мали регулювального  анкерного стержня, і багато гітар були повернуті через грифи, які гнуться. Пізніше, в 1950 р. було припинено випуск моделі з одним звукознімачем, а модель з двома звукознімачами була перейменована в Broadcaster Original Fender Broadcaster 1950 [Архівовано 26 травня 2019 у Wayback Machine.]. Починаючи з цього моменту всі грифи гітар Fender мали анкерні стержні. Компанія Gretsch, що сама є виробником електрогітар (нині нею володіє Fender), заявила, що Broadcaster використовує торгову марку серії їх барабанів Broadcaster, і, будучи новачком на ринку, компанія Fender вирішила підкоритися і змінила назву на Telecaster, в честь отриманого поширення  телебачення. Гітари, виготовлені в період переходу від Broadcaster до Telecaster, не мали назви і часто іменуються  Nocaster Original Fender Nocaster 1951 [Архівовано 26 травня 2019 у Wayback Machine.]. Випуск Esquire був відновлений як Telecaster з одним звукознімачем, і ці гітари продавалися за нижчою ціною.

## Конструкція
Проста модульна конструкція, створена Лео Фендером, була випущена в масове виробництво. Вона спростила обслуговування і ремонт електрогітар. Гітари не збиралися в індивідуальному порядку, як це традиційно робилося раніше при виготовленні струнних музичних інструментів. Замість цього складові частини проводилися в значній кількості швидко і з невеликими грошовими витратами, а потім на конвеєрі збиралися в гітару. Корпус випилювали на верстаті, на відміну від інших гітар того часу, корпуси яких виготовлялися вручну. Замість традиційного клинового грифу, Фендер використовував гриф, прикручений до корпусу чотирма болтами. Це не тільки спростило виробництво, а й дозволило швидко знімати і ремонтувати гриф, а також повністю замінювати його. Крім того, класичний гриф Fender Telecaster виготовлявся з цілісного шматка клена без окремої накладки, і лади врізалися прямо в кленовий поверхню - досить незвичайний підхід в той час (гітари традиційно мали накладки з палісандру чи  чорного дерева , які наклеювалися на грифи з  червоного дерева). Електроніка могла легко ремонтуватися і замінюватися через знімну панель, що було великою перевагою в порівнянні з традиційною конструкцією, в якій доступ до електроніки можна було отримати через резонаторний отвір для порожнистих гітар, або згодом шляхом демонтажу лицьової панелі після зняття струн (як в  Fender Stratocaster).
У своєму класичному варіанті гітара має дуже просту конструкцію, в якій гриф виготовлений з цілісного шматка  клену і скріплений болтами з корпусом з  ясена або  вільхи. Електроніка включала два звукознімачі, керованих трьохпозиційним перемикачем. Накладка  деки проводилася з целулоїду (згодом заміненого на пластик) і пригвинчують до корпусу 5-ма (пізніше 8-ма) болтами.
Гітара швидко стала популярною, і незабаром інші компанії (такі як Gibson, чия модель  Les Paul була представлена в 1952 р., а потім і Gretsch, Rickenbacker і ін.) почали роботу над виробництвом власних моделей зі суцільним дерев'яним корпусом. Велика хромована кришка, часто звана «попільничка», встановлювалася над бріджем, але її рідко можна побачити, тому що більшість виконавців вважають, що вона заважає їх стилю гри.

## Звук
Telecaster відомий своєю здатністю виробляти яскравий, багатий тон або теплий, блюзовий тон, в залежності від обраного  звукознімача - «брідж» (bridge (англ.) - нижній поріжок - біля нижнього поріжка) або «нек» (neck (англ.) - гітарний гриф - біля грифу). Звукознімач на позиції «брідж» має більш «хвилястий» звук, ніж звукознімач на позиції «нек», отже він утворює сильніший сигнал на виході, який компенсується за рахунок меншої індуктивності датчика в цій позиції. У той же час  конденсатор, розташований на регуляторі тону, дозволяє музикантові змінювати насиченість звуку високими частотами прямо під час гри. Похилий звукознімач в позиції «брідж» має більший «вихлоп» звуку в порівнянні з датчиком в позиції «нек». Цілісний корпус дозволяє гітарі відтворювати чисті коливання струн гітари. Це було удосконаленням попередніх форм гітари з порожніми корпусами, через які виникала велика кількість небажаного шуму. Таким чином, форма гітари з цільним корпусом дозволяла музикантам наблизитися до звуку акустичних гітар, що важливо в кантрі.